# Elias Brunnenmüller
Elias Brunnenmüller, ook bekend als Bronnemüller, Bronnemuller, Bronnenmüller, Bronmuller, Brunnemüller, Brunmuller, Brünnmüller, Bruenemüller en Brunnemullerus (circa 1666 - 1762), was een Duits componist die in de periode 1690-1712 in Nederland werkte.

## Leven en werk
Over Brunnemüllers levensloop is weinig bekend. Hij zou een leerling zijn geweest van Arcangelo Corelli, Alessandro Scarlatti en Carlo Ambrogio Lonati. Rond 1690 gaf hij les aan Johann Mattheson. In 1703 bracht hij vanuit Kleef, waar hij mogelijk werkte, een bezoek aan Arnhem, waar hij een baan kreeg. Niet lang daarna ging hij naar Den Haag, en op 21 juni 1709 werd hij als burger en muziekmeester in Amsterdam ingeschreven. Daar kreeg hij het privilege zijn werk te publiceren. Tussen 1709 en 1712 publiceerde hij in Amsterdam en Leeuwarden drie bundels met voornamelijk instrumentale muziek.
Zijn composities zijn in de Italiaanse stijl van het begin van de achttiende eeuw en komen overeen met de Noord-Duitse smaak. De sonates volgen de stijl van de kerksonate,  maar wijken soms af van de volgorde slow-fast-slow-fast, en bevatten af en toe een dansbeweging. De klavecimbelsuites volgen geen standaardmodel, ze beginnen met een toccatina, gevolgd door verschillende dansbewegingen.

## Composities (selectie)
- Zes sonates voor twee violen, altviool en basso continuo. Opera prima (Amsterdam, 1709)
- Fasciculus musicus (Leeuwarden, 1711): drie klavecimbelsuites, een sonate voor hobo en basso continuo, een sonate voor blokfluit en basso continuo, een sonate voor viool en basso continuo, drie ariettes voor viool en basso continuo, hobo ad libitum[1]
- Zes sonaten voor hobo, viool of blokfluit en basso continuo (Amsterdam, 1712)

- Biblioteca Nacional de España: XX4995548
- Bibliothèque nationale de France: cb147958188 (data)
- Gemeinsame Normdatei: 134976436
- International Standard Name Identifier: 0000 0000 9154 1232
- Library of Congress Control Number: n85373138
- Nederlandse Thesaurus van Auteursnamen: 073988790
- Istituto Centrale per il Catalogo Unico: LIGV043164
- Virtual International Authority File: 102407266
- WorldCat: E39PCjwBFXwgJYGDy76xYWHkCP